# (4746) Doi
(4746) Doi (1989 TP1) – planetoida z grupy pasa głównego asteroid okrążająca Słońce w ciągu 5,78 lat w średniej odległości 3,22 j.a. Odkryta 9 października 1989 roku.